# Jean-Michel Charlier
Jean-Michel Charlier, född 30 oktober 1924 i Liège, död 10 juli 1989 i Paris, var en belgisk jurist, illustratör och serieskapare (manusförfattare). Han skrev serien Blueberry från starten 1963 fram till sin död. 1959 var han en av grundarna till serietidningen Pilote.
Under sin karriär skrev Charlier manus till ett drygt 20-tal olika serier, publicerade på franska i över 150 seriealbum. Ett antal av dem översattes – åtminstone delvis – till andra språk, inklusive till svenska. På svenska finns bland annat album i serierna Blueberry, Jim Cutlass (två album på svenska, ytterligare två på danska), Röde Piraten, Valhardi (ett avsnitt i tidningen Magnum Comics 8/1989), Marc Dacier (i Seriemagasinet 1982–88), Jaktfalkarna (fem album på svenska, två under serietiteln Jetpiloterna).